# Tadeusz Maliński
Tadeusz Maliński (ur. 1 marca 1946 w Śremie, zm. 13 września 2023 w Lancaster (Ohio)) – polski chemik, specjalizujący się w bionanotechnologii w medycznych naukach podstawowych i klinicznych.

## Życiorys
W 1964 ukończył Liceum Ogólnokształcące im. gen. Józefa Wybickiego w Śremie i podjął studia na Wydziale Chemii Uniwersytetu im. Adama Mickiewicza w Poznaniu. Po ich zakończeniu w 1969 został zatrudniony na Politechnice Poznańskiej. Prowadził badania dotyczące pomiarów lepkości w preparatach krwiozastępczych. W 1975 uzyskał stopień doktora. Od 1979 mieszkał w Stanach Zjednoczonych. Pracował na University of Houston, Oakland University, a w latach 2000–2023 na Ohio University w Athens, gdzie objął imienne stanowisko Marvin & Ann Dilley White Professor of Biomedical Sciences. Pełnił też funkcję dziekana Wydziału Chemii i Biochemii. 
Zajmował się regulacyjnym wpływem tlenku azotu na pracę układu krwionośnego. Dokonał pomiarów stężenia tlenku azotu nad powierzchnią jednej komórki i w obrębie komórki. Badał też zachowanie tlenku azotu(II) w warunkach patologicznych, np. choroby Alzheimera.
Zmarł w Lancaster (Ohio) 13 września 2023, 6 listopada 2023 pochowany na cmentarzu parafialnym przy ul. Cmentarnej w Śremie.

## Wyróżnienia i nagrody
- Doktoraty honoris causa:
  - Akademia Medyczna w Gdańsku (2003)
  - Politechnika Poznańska (27 maja 2011)
  - Uniwersytet im. Adama Mickiewicza w Poznaniu (3 czerwca 2014)[3]
  - Uniwersytet Medyczny w Poznaniu (2014)[4]
- Medal Marii Skłodowskiej-Curie (2005)
- Honorowe Obywatelstwo Śremu(2008)[5]
- Nagroda Złoty Hipolit (2013)[6]